# Duque de Guisa
Duque de Guisa (en francés Duc de Guise) fue un título de la nobleza francesa creado en 1528 que perteneció inicialmente a la Casa de Guisa, rama menor de la Casa de Lorena. Varios duques de Guisa compitieron en el siglo XVI por el trono de Francia. A principios del siglo XVIII la titularidad del ducado de Guisa pasó a la casa de Borbón-Condé y a mediados del siglo XIX, a los de Orleans que reservaron el título de duque de Guisa para uso protocolario.

## Historia

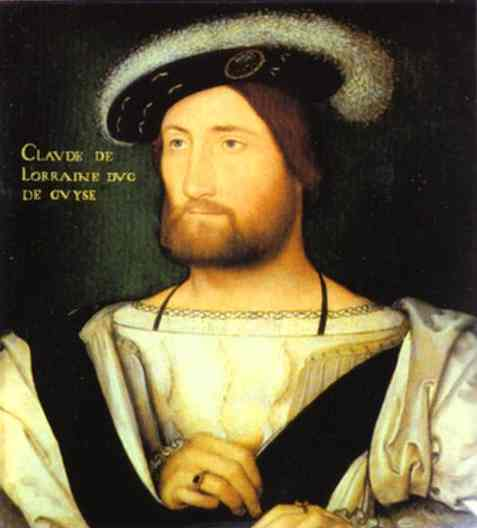
Claudio de Lorena, primer duque de Guisa, en un retrato de Jean Clouet, Palazzo Pitti, Galleria Palatina, Florencia, Italia.

### Orígenes: los condes de Guisa
Los señores feudales de Guisa pasaron en 1417 a poseer el título de condado con Renato de Anjou, el hijo benjamín del rey de Nápoles Luis II de Anjou.
Poco después, el título fue reclamado entre 1425-1444 por la Casa de Luxemburgo apoyada por el regente Juan de Láncaster, Duque de Bedford, pero finalmente quedaría retenido en Francia al ser cedido, de manera amistosa, a los de Anjou y sus descendientes.
En 1520 el título es incorporado por Claudio de Lorena a la fundada Casa de Guisa en tanto que rama cadete de la Casa de Lorena. El condado alcanzó en 1528 la distinción de ducado en gracias a los servicios prestados al monarca Francisco I de Francia.

### Disputa por el trono

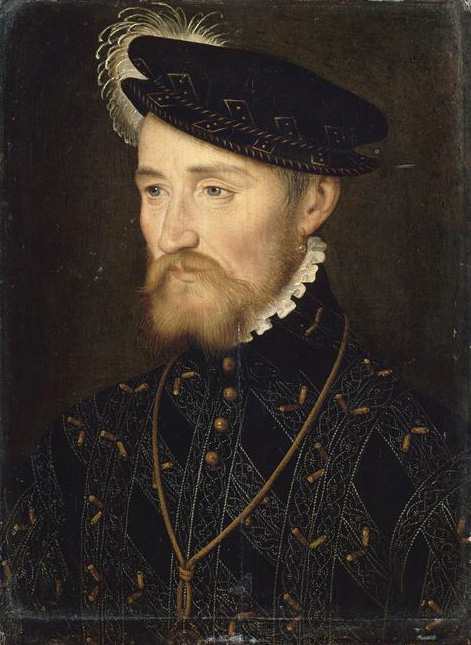
Francisco I de Lorena, 2º duque de Guisa.

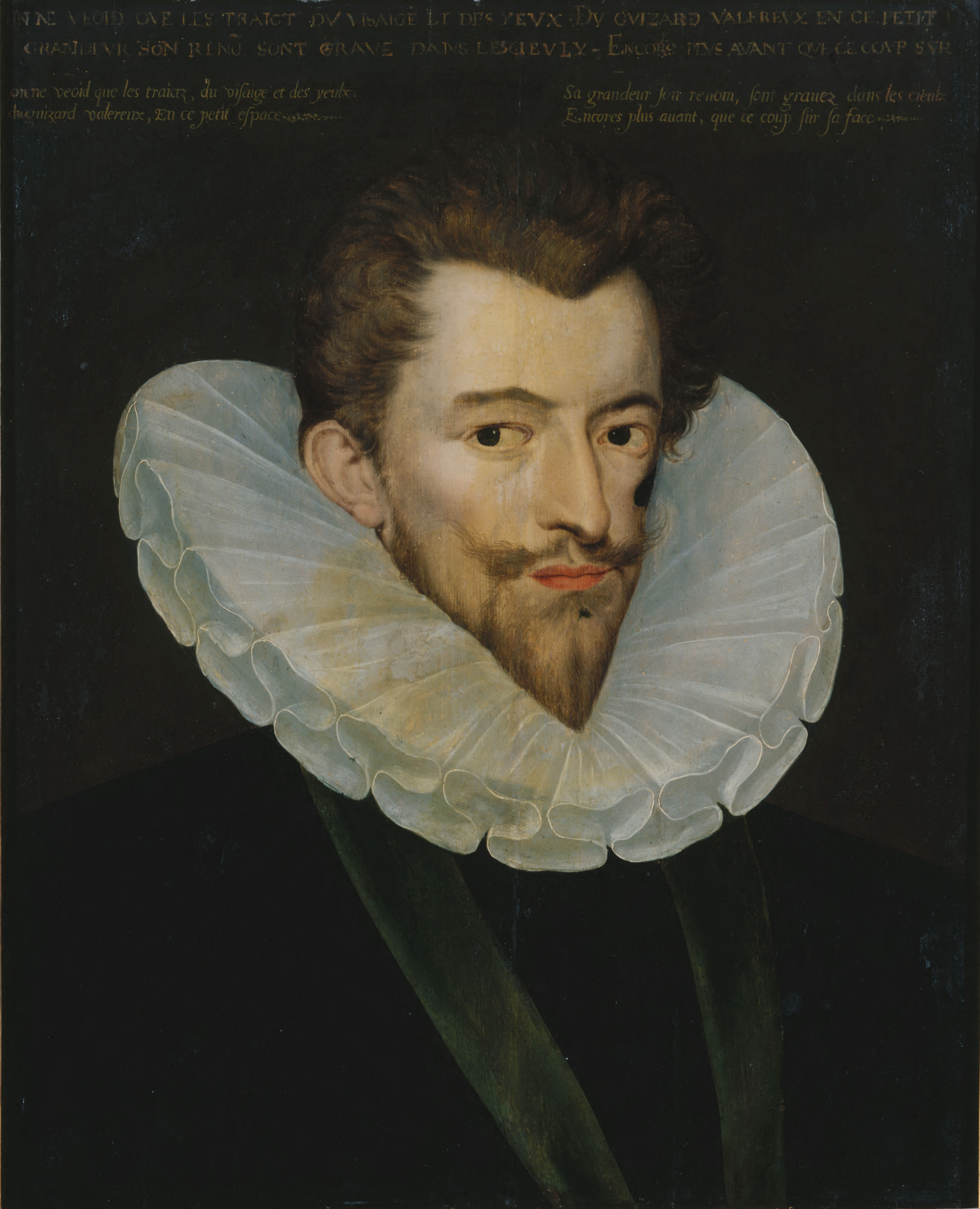
Retrato de Enrique I de Guisa, duque de Guisa. Museo Carnavalet, París.

En el siglo XVI, el 2.º y 3.º de los duques de Guisa Francisco I y su hijo Enrique I fueron protagonistas de las Guerras de religión de Francia liderando el partido católico de la Liga Católica y compitiendo con la Casa de Borbón por la legitimidad al trono de Francia. En 1594 el 4.º duque de Guisa terminó por declarar la fidelidad de los duques al rey Enrique IV. Posteriormente caerían en desgracia durante la época del Cardenal Richelieu y en 1675 se extinguió la línea masculina directa.

### Integración en la Casa de Orleans
Al término de la línea masculina de la Casa de Guisa, el título pasaría por alianza matrimonial a los de Borbón-Condé en 1704 y en el siglo XIX a la Casa de Orleans. A partir de entonces el título de duque de Guisa se emplea como título de cortesía para sus miembros.

## Lista de los Duques titulares de Guisa (1528-1675)
- Claudio de Lorena, I Duque de Guisa (1496-1550; s. 1528)
- Francisco de Guisa, II Duque de Guisa (1520-1563; s. 1550)
- Enrique I, III Duque de Guisa (1550-1588; s. 1563)
- Carlos, IV Duque de Guisa (1571-1640; s. 1588); también duque de Joyeuse.
- Enrique II de Lorena, V Duque de Guisa (1614-1664; s. 1640)
- Luis José, VI Duque de Guisa (1650-1671; s. 1664)
- Francisco José, VII Duque de Guisa (1670-1675 s. 1671)
- María, VIII Duquesa de Guisa (1615-1688) sucede por ser tía abuela en 1675.